# Strangelove (singolo)
Strangelove è il primo singolo dei Depeche Mode estratto dall'album Music for the Masses, pubblicato il 27 aprile del 1987.
È arrivata alla posizione numero 16 in Regno Unito, alla 76 negli Stati Uniti, alla 16 in Italia e alla posizione numero 2 in Germania e Sudafrica.
Ci sono tre versioni del brano: la versione originale dura 3 min e 47 s, la versione del 1988 6 min e 32 s e la versione del disco dura 4 min e 55 s.
La canzone è presente nelle raccolte The Singles 86-98, The Best of Depeche Mode, Volume 1 e in versione remixata nella raccolta remix Remixes 81-04

## Esibizioni dal vivo
Il brano venne eseguito dal vivo durante il Music for the Masses Tour nel 1987-1988 ed il The World Violation Tour nel 1990 per essere poi accantonato nei tour successivi, compreso il The Singles Tour. Dopo una lunga assenza, la canzone fu riproposta durante il Tour of the Universe nel 2009.
Il brano venne suonato al Festivalbar 1987 assieme a Never Let Me Down Again.

## Video musicale
Il video è stato diretto da Anton Corbijn che ha utilizzato riprese in Super 8 e in bianco e nero, effettuate in vari scenari di Parigi, sia in interni che in esterni. La band è anche protagonista di sequenze montate al contrario e di animazione e appare muta in tutte le situazioni tranne il ritornello eseguito da Gahan. La sceneggiatura prevede la presenza di due modelle (una delle quali era la compagna del regista) dallo stile dark. Le parti in cui comparivano in abbigliamento discinto furono respinte da MTV Usa per cui fu ripresentata un'edizione censurata, sostituendole con altre immagini del gruppo.
Una parte del video è stata utilizzata nella successiva Martyr.

## Tracce
Testi e musiche di Martin Lee Gore.
1. Strangelove (Single Version) – 3:45
2. Pimpf (Single Version) – 4:33
3. Agent Orange (Single Version) – 5:05

## Classifiche
| Classifica (1987)                 | Posizione massima |
| --------------------------------- | ----------------- |
| Austria                           | 29                |
| Belgio (Fiandre)                  | 20                |
| Finlandia                         | 2                 |
| Francia                           | 25                |
| Germania                          | 2                 |
| Irlanda                           | 5                 |
| Italia                            | 16                |
| Paesi Bassi                       | 30                |
| Regno Unito                       | 16                |
| Spagna                            | 12                |
| Stati Uniti                       | 76                |
| Stati Uniti (dance club)          | 1                 |
| Stati Uniti (dance singles sales) | 5                 |
| Sudafrica                         | 2                 |
| Svezia                            | 5                 |
| Svizzera                          | 3                 |

## Strangelove '88
Nel 1988 la canzone venne ripubblicata come singolo solo negli Stati Uniti d'America. Questa nuova versione è arrivata alla posizione numero 50.

### Video musicale
Il video di questa versione è diretto da Martyn Atkins. È stato inserito nella raccolta The Videos 86>98.

### Tracce
Testi di Martin Gore.
1. Strangelove (Album Version 7" Edit) – 3:44
2. Nothing (Remix Edit) – 3:57

### Classifiche
| Classifica (1988)                 | Posizione massima |
| --------------------------------- | ----------------- |
| Stati Uniti                       | 50                |
| Stati Uniti (dance club)          | 24                |
| Stati Uniti (dance singles sales) | 11                |